# Shedeh

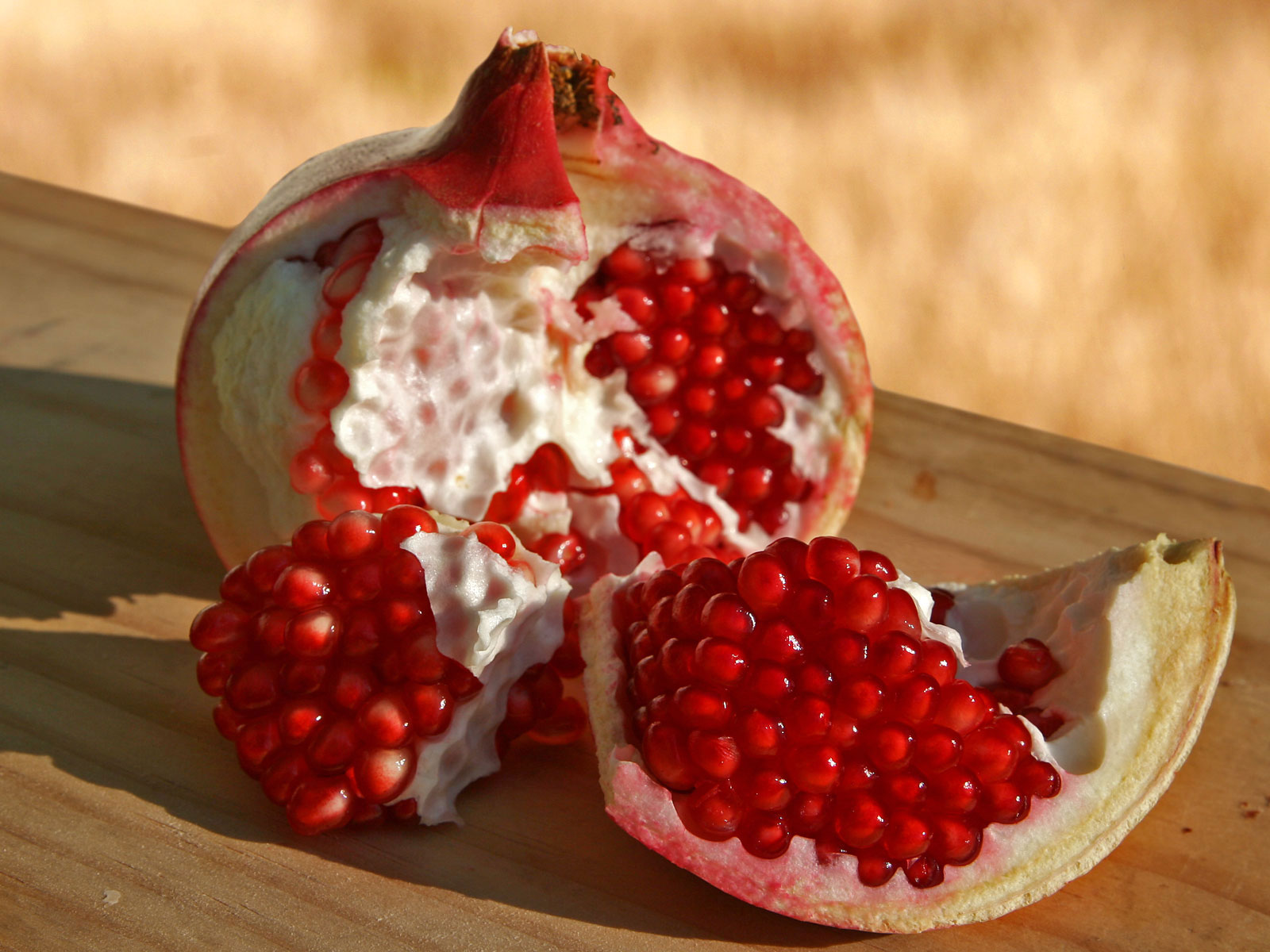
La grenade, peut-être un ingrédient principal de Shedeh

Le shedeh est une boisson alcoolisée de Égypte antique. 
On a longtemps pensé qu'elle était préparée à partir de grenades fermentées mais des données récentes suggèrent qu'elle était préparée à partir de raisins : « Nos résultats révèlent définitivement que la boisson de grande valeur très appréciée des Égyptiens de l’antiquité qu'est le Shedeh est un produit à base de raisins, plus précisément des raisins rouges,. »

## Histoire
« The name Shedeh appeared inscribed on the labels of Egyptian two-handled pottery amphorae at the site of el-Amarna and belonging to the reign of Akhenaten, late XVIII Dynasty. Its name showed it was a beverage different from the traditional (grape)wine, whose Egyptian name was irep. An example of the importance of Shedeh in ancient Egyptian times was the fact that it was cited in the Egyptian romantic poetry, where Shedeh was associated with a lover’s voice. During the Ramesside (1292-1075 BC) and Ptolemaic (305-30 BC) periods, the Shedeh drink was recorded on temple inscriptions, and used as a religious offering as well as for embalming. »
« Le nom shedeh apparait inscrit sur des étiquettes d'amphores égyptiennes à deux anses du site d'El-Amarna et appartenant au règne d'Akhenaton, à la fin de la XVIIIe dynastie. Ce nom montre que c'était une boisson différente du vin traditionnel que les Égyptiens nommaient irep. Un exemple de l'importance du shedeh dans l'Égypte antique est que cette boisson était citée dans la poésie romantique égyptienne où le shedeh était associée à la voix de l'amoureux. Durant l'époque ramesside et lagide, le shedeh apparaissait dans des inscriptions sur les temples et était utilisé comme offrande ainsi que pour l'embaumement. »

## Découverte
En 2006, une équipe de scientifiques espagnols dirigée par Maria Rosa Guasch-Jané développe une nouvelle méthode d'identification d'acides laissés par des composés présents dans le vin rouge. La preuve a été apportée à l'aide de la chromatographie en phase liquide et de la spectrométrie de masse qui ont révélé la présence d'acide syringique dans des copeaux trouvés au fond de jarres découvertes dans le tombeau de Toutânkhamon. L'acide syringique est libéré par la décomposition de la malvidine présente dans le vin rouge.